# Pull Up to the Bumper
Singles de Grace Jones
I've Seen That Face Before (Libertango)
(1981) Walking in the Rain
(1981)
Pull Up to the Bumper est une chanson de la chanteuse jamaïcaine Grace Jones, parue sur son album Nightclubbing (1981). Elle est sortie en juin 1981 chez Island Records en tant que troisième single de l'album.
La chanson s'est notamment classée à la deuxième place du Billboard Hot Dance Club Songs aux États-Unis et à la 53e place au Royaume-Uni. Lors de sa réédition en 1986, elle s'est classée à la 12e place au Royaume-Uni. Ce titre est devenu l'une des chansons phare de Jones et son premier succès transatlantique.

## Composition et enregistrement
Sur le plan sonore, il s'agit d'une chanson électro-disco, post-punk, dance-pop et reggae-disco rythmée, avec une production dub, des « tambours pulsés et des accords new wave chics », ainsi que des éléments de funk et de musique R&B. Les paroles ont été écrites par Jones seule, tandis qu'elle, ainsi que Kookoo Baya et Dana Manno, sont crédités en tant que compositeurs. La partie instrumentale de la chanson a été enregistrée en 1980 pendant les sessions de l'album Warm Leatherette, mais elle n'a pas été intégrée à l'album car Chris Blackwell trouvait que sa sonorité ne s'accordait pas avec le reste du contenu de l'album. Elle a été achevée pour l'album Nightclubbing de 1981 et est devenue le troisième single en juin 1981.

## Signification des paroles
Pull Up to the Bumper a déclenché une controverse en raison de ses paroles sexuellement suggestives, incitant certaines stations de radio à refuser de la diffuser, notamment les passages « Pull up to my bumper baby / In your long black limousine / Pull up to my bumper baby / Drive it in between », « Grease it / Spray it / Let me lubricate it » ou encore « I've got to blow your horn » . Cependant, dans une interview accordée en 2008 au magazine Q, Grace Jones a laissé entendre que les paroles n'étaient pas nécessairement destinées à être interprétées comme une métaphore du sexe anal.

## Clip vidéo
Le clip vidéo de Pull Up to the Bumper est une combinaison de séquences en direct de Jones en train d'interpréter la chanson lors de sa tournée A One Man Show fusionnées et montées avec des extraits du film documentaire expérimental Koyaanisqatsi de Godfrey Reggio (1982). La vidéo utilise la version studio courte de la chanson et sa section d'ouverture comprend des extraits de la chanson Nightclubbing.
Un clip vidéo différent pour la chanson a été produit, utilisant les mêmes séquences en direct, coupées et rééditées, mais conservant cette fois la bande-son originale du concert. Le clip se termine par un saut de Jones de la scène vers le public.

## Accueil critique
Terry Nelson du site Albumism commente dans sa critique de Nightclubbing : « Beaucoup de critiques ont aimé le double sens ludique, mais si vous écoutiez attentivement, vous pouviez voir qu'il s'agissait d'une déclaration assez brutale. Elle n'y allait pas par quatre chemins. C'était une chanson qui aurait pu être tirée des pages de Penthouse sur un rythme funky et contagieux ». Mark Millan, du Daily Vault, considère la chanson comme un « classique instantané de Jones » et a noté que la chanteuse « a truffé les paroles de sous-entendus sexuels ». Le critique musical et écrivain Glenn O'Brien a qualifié Pull Up to the Bumper de « premier succès radiophonique de Grace sur le thème de l'automobile ».

## Liste des titres
| A. | Pull Up to the Bumper | 3:40 |
| B. | Feel Up               | 3:53 |

| A. | Pull Up to the Bumper | 3:40 |
| B. | La Vie en rose        | 3:35 |

## Crédits
- Grace Jones – chant, chœurs
- Sly Dunbar – batterie
- Robbie Shakespeare – basse
- Barry Reynolds – guitare
- Mikey Chung – guitare
- Wally Badarou – claviers
- Uziah Thompson – percussion
- Alex Sadkin – producteur
- Chris Blackwell – producteur

Crédits adaptés du livret de l'album.

## Classements
| Classement (1981)                      | Meilleure position |
| -------------------------------------- | ------------------ |
| Australie (Kent Music Report)          | 67                 |
| Belgique (Flandre Ultratop 50 Singles) | 14                 |
| Espagne (AFYVE)                        | 37                 |
| États-Unis (Hot Dance Club Play)       | 2                  |
| États-Unis (Hot Soul Singles)          | 5                  |
| Nouvelle-Zélande (RMNZ)                | 14                 |
| Pays-Bas (Nederlandse Top 40)          | 20                 |
| Pays-Bas (Nationale Hitparade)         | 16                 |
| Royaume-Uni (UK Singles Chart)         | 53                 |

| Classement (1986)                      | Meilleure position |
| -------------------------------------- | ------------------ |
| Allemagne de l'Ouest (Media Control)   | 26                 |
| Belgique (Flandre Ultratop 50 Singles) | 35                 |
| Finlande (Suomen virallinen lista)     | 13                 |
| Irlande (IRMA)                         | 10                 |
| Nouvelle-Zélande (RMNZ)                | 13                 |
| Royaume-Uni (UK Singles Chart)         | 12                 |

| Classement (1981)             | Position |
| ----------------------------- | -------- |
| États-Unis (Hot Soul Singles) | 38       |